# Villa Weinmann

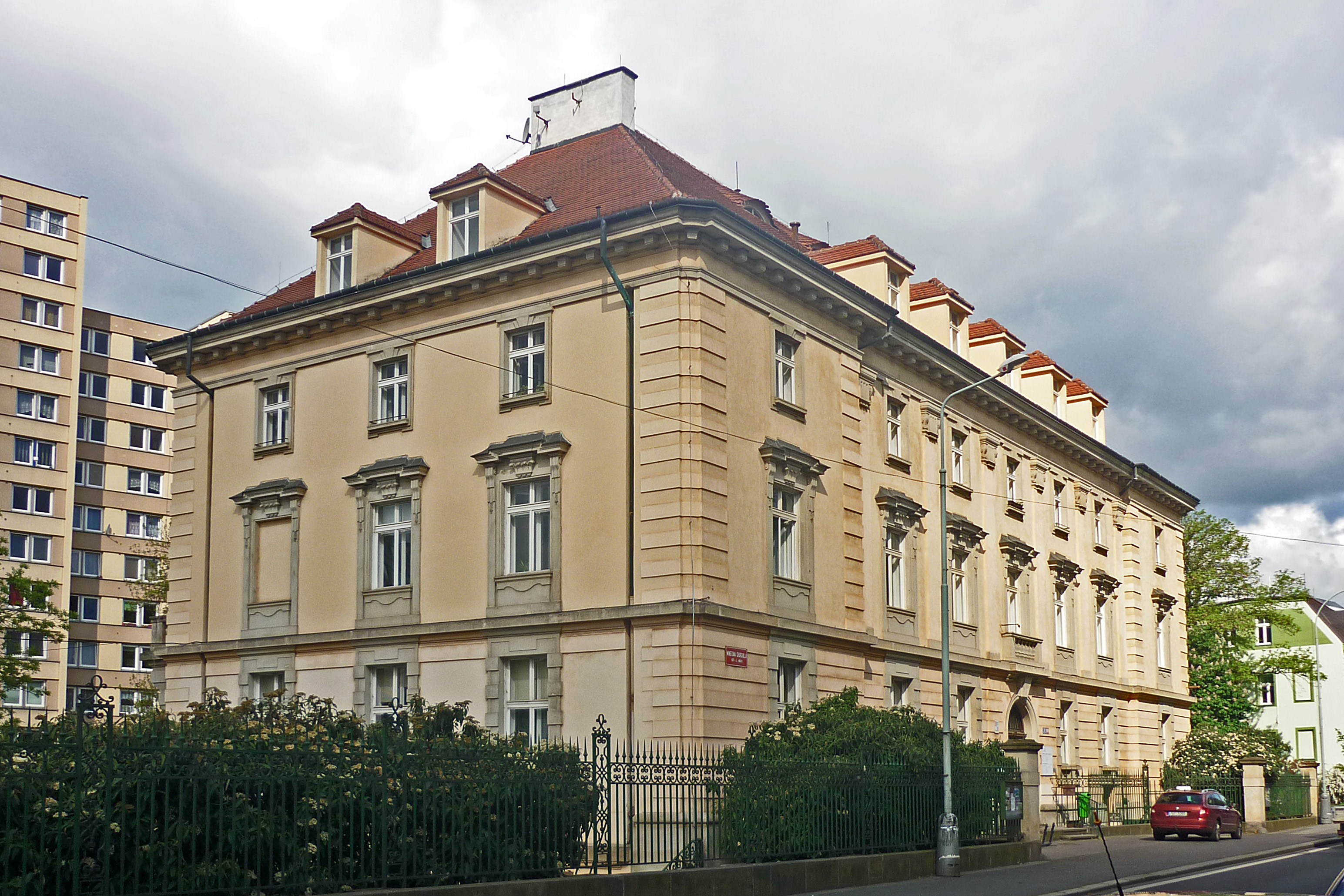
Villa Weinmann in Aussig

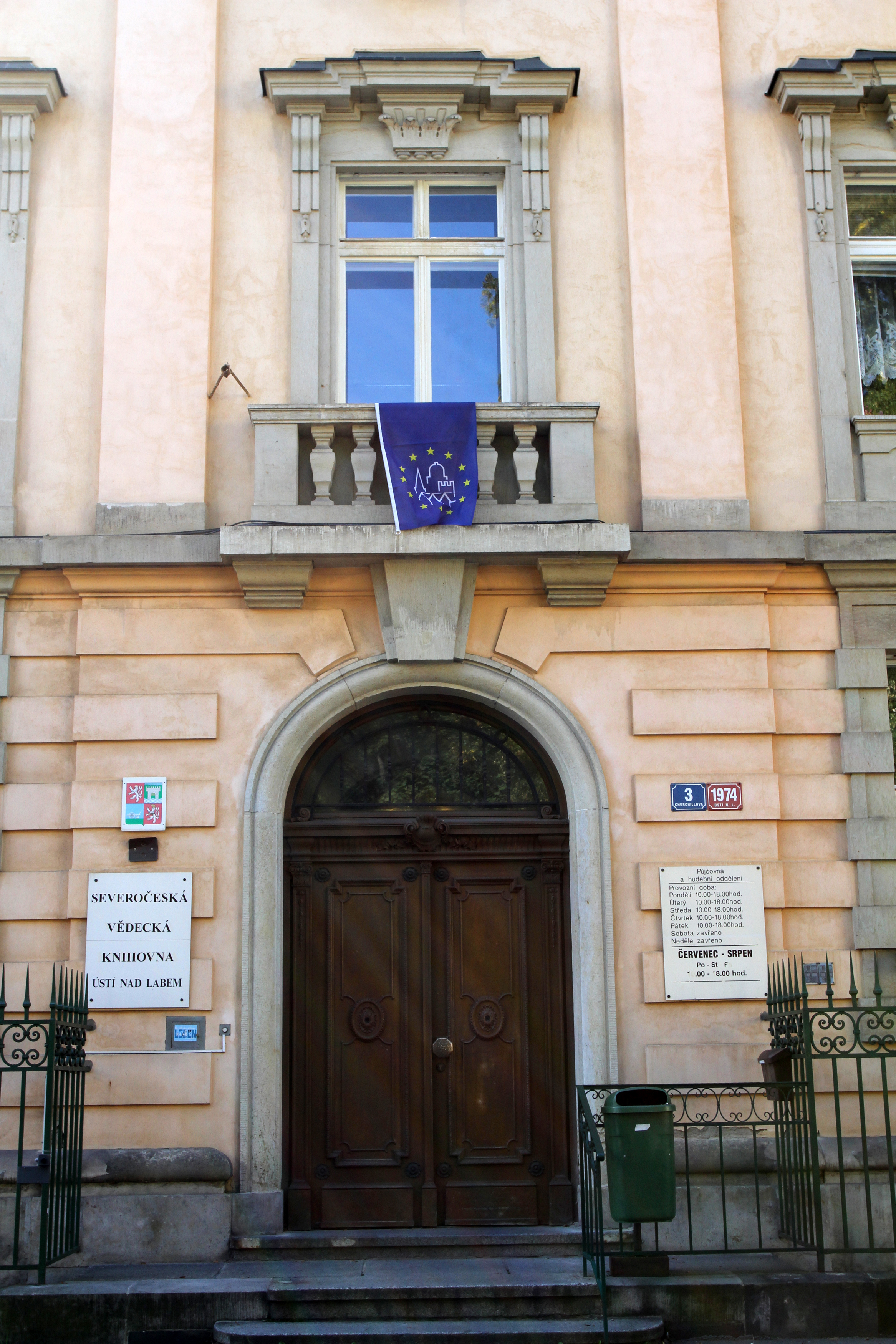
Portal

Die Villa Weinmann in Ústí nad Labem (deutsch Aussig), einer Stadt im Norden Böhmens in Tschechien, wurde 1929/30 erbaut. Die Villa in der Winston-Churchill-Straße 3 ist seit 1974 ein geschütztes Kulturdenkmal.
Die Villa wurde für den jüdischen Unternehmer Hans Weinmann (1885–1960) nach Plänen des Architekten Paul Brockardt (1882–1941) erbaut. Hans Weinmann wurde im April 1939 während der deutschen Besetzung der Tschechoslowakei in Prag verhaftet. Es gelang ihm mit Hilfe seines bereits emigrierten Bruders illegal nach Großbritannien zu fliehen.
Im Gebäude ist seit längerer Zeit die Nordböhmische Wissenschaftsbibliothek eingerichtet.